# Eleanor Marx

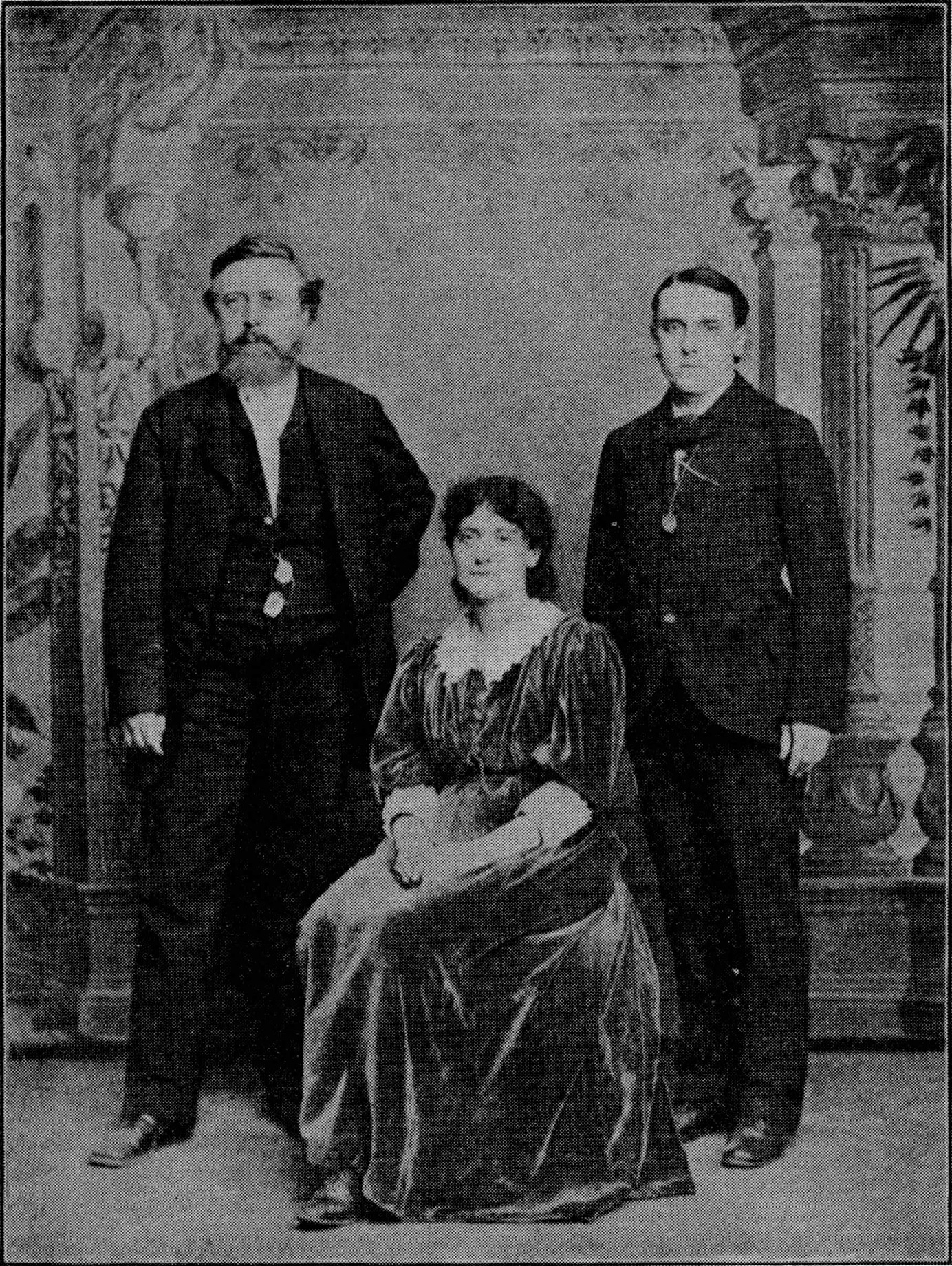
Eleanor Marx z Wilhelmem Liebknechtem w 1886

Jenny Julia Eleanor „Tussy” Marx Aveling (ur. 16 stycznia 1855 w Londynie, zm. 31 marca 1898 tamże) – najmłodsza córka Karla Marxa. Była socjalistką, która czasami pracowała jako tłumaczka literacka. Popełniła samobójstwo przez otrucie po odkryciu, że jej partner, znany brytyjski ateista Edward Aveling, w tajemnicy ożenił się z młodą aktorką.